# Буденброкови
Буденброкови - са поднасловом Пропаст једне породице je први роман Томаса Мана, уједно и један од најпопуларнијих. За овај роман (мада несумњиво и услед значаја Чаробног брега и краћих дела које је написао) Томас Ман је 1929. године добио Нобелову награду за књижевност. Роман је смештен у Либек (мада се само име града никада изричито не спомиње), Манов родни град, и прати постепени пад богате и угледне трговачке породице Буденброк кроз неколико генерација у 19. веку. У одређеној мери роман се базира и на Мановом животу, али је сигурно да је на првом месту портрет немачког друштва у 19. веку, а не конкретан опис Манове породице. Са књижевне тачке гледишта, роман је један од најпознатијих примера психолошког, интроспективног реализма у немачкој књижевности и представља прелаз ка симболизму 20. века.